# Gustav Teichmüller
Gustav Teichmüller (Braunschweig, 19 novembre 1832 – Tartu, 22 maggio 1888) è stato un filosofo tedesco.

## Biografia
Teichmüller nacque a Braunschweig nel Ducato di Brunswick. Fu professore presso l'Università di Basilea (dal 1868) e l'Università Imperiale di Dorpat (dal 1871). Morì a Dorpat, nell'Impero russo (ora Tartu, in Estonia).

## Opere
- Die aristotelische Eintheilung der Verwaltungsformen (St. Peterburg 1859)
- Studien zur Geschichte der Begriffe, 1874
- Darwinismus und Philosophie, 1877